# Bow-V-Car
Bow-V-Car war eine britische Automarke, die von 1922 bis 1923 auf dem Markt war. Hersteller war Plycar Company Ltd. aus Luton (Bedfordshire).

## Beschreibung
Das einzige Modell war ein Cyclecar. Der Wagen wurde von Charles Frederick Beauvais entworfen, der später als Designer beim Stellmacher New Avon Body Company bekannt wurde.
Das Fahrzeug hatte eine aus Sperrholz bestehende Einheit aus Fahrwerk und Karosserie. Angetrieben wurde es von einem hinten eingebauten 10 bhp-(7,4 kW)-V2-Motor von Precision, der mit einem Dreiganggetriebe mit Rückwärtsgang verbunden war. Von dort wurde die Motorkraft über eine Kette zu den Hinterrädern geleitet.
Mit seiner zweisitzigen, offenen Karosserie wurde der Bow-V-Car für £ 165 angeboten. Es wurden nur wenige Exemplare hergestellt.